# Guðjón Valur Sigurðsson
Guðjón Valur Sigurðsson (Reykjavík, 8 agosto 1979) è un ex pallamanista e allenatore di pallamano islandese, miglior marcatore della storia della nazionale di pallamano maschile dell'Islanda con 1.879 reti siglate.

## Palmarès

### Giocatore

#### Club

##### Competizioni nazionali
- Campionato islandese di pallamano maschile: 1

Akureyri: 2000-01
- Håndboldligaen: 1

AG Copenaghen: 2011-12
- Coppa di Danimarca di pallamano maschile: 1

AG Copenaghen: 2010-11
- Handball-Bundesliga: 3

Kiel: 2012-13, 2013-14
Rhein-Neckar Löwen: 2016-17
- Coppa di Germania di pallamano maschile: 2

Kiel: 2012-13
Rhein-Neckar Löwen: 2017-18
- Supercoppa di Germania di pallamano maschile: 4

Kiel: 2012
Rhein-Neckar Löwen: 2016, 2017, 2018
- Liga ASOBAL: 2

Barcellona: 2014-15, 2015-16
- Coppa del Re: 2

Barcellona: 2014-15, 2015-16
- Coppa ASOBAL: 2

Barcellona: 2014-15, 2015-16
- Supercoppa di Spagna: 2

Barcellona: 2014, 2015
- Campionato francese: 2

PSG: 2018-19, 2019-20
- Coppa di Lega: 1

PSG: 2018-19
- Supercoppa di Francia: 1

PSG: 2019

##### Competizioni internazionali
- EHF Champions League: 1

Barcellona: 2014-15
- EHF Cup/European League: 1

Essen: 2004-05

#### Nazionale
- Olimpiadi:
  - : Pechino 2008

- Europei
  - : Austria 2010

#### Individuale
- Sportivo islandese dell'anno: 2006
- Campionato europeo maschile di pallamano 2012: miglior ala sinistra
- Campionato europeo maschile di pallamano 2014: miglior ala sinistra

### Allenatore

#### Competizioni nazionali
- 2. Handball-Bundesliga: 1

Gummersbach: 2021-22

#### Individuale
- 2. Handball-Bundesliga: miglior allenatore 2021-22
- Handball-Bundesliga: miglior allenatore 2023-24